# بروس هايز
بروس هايز (بالإنجليزية: Bruce Hayes) (مواليد 9 يونيو 1955) هو أستاذ متميز للسانيات بجامعة كاليفورنيا، لوس أنجلوس. حصل على الدكتوره سنة 1980 من معهد ماساتشوستس للتكنولوجيا تحت إشراف د. موريس هال.
يعمل هايس في ميدان النطقيات. من أشهر أعماله كتاب : Metrical Stress Theory: Principles and Case Studies ، والذي يتضمن نظرية لنظم النَبْرُ حسب التصنيف. وتشمل اهتماماته البحثية أيضا الصوتيات والقدرة على التعلم.
في سنة 2009، تم تنصيبه كعضو في جمعية اللسانيات الأمريكية.
متزوج من عالمة الصوتيات باتريشيا كيتنغ Patricia Keating.